# Comunicacions Informàtiques i de Dades
Comunicacions Informàtiques i de Dades és un llibre (traducció de l'anglès “Computer and
Data Communications”) de William Stallings. El llibre recull, el ventall de conceptes i tecnologies actualment existents en xarxes de comunicacions, des de les capes físiques de baix nivell fins a les d'aplicació de més alt nivell.
Des de 1985, any de la seva primera edició, aquest llibre ha estat un "best-seller" tècnic.
El llibre ha sofert, 9 revisions per part de l'autor, l'última l'any 2010. L'any 2000 s'havien venut més de 150.000 exemplars del llibre.
La 8a edició del llibre ha estat traduïda al català dins del marc del projecte UBERTAS de la Fundació Torrens-Ibern i es pot descarregar de franc en format digital al web de la Fundació.
La 5a edició també es va traduir al castellà sota el nom "Comunicaciones y Redes de Ordenadores".
Aquest llibre ha guanyat dues vegades el premi "Textbook Excellence Award in a Computer Science" per la Text and Academic Authors Association, Inc. dels EUA. L'any 1974 per la 5a edició i l'any 2007 per la seva 8a edició.
El llibre té l'estructura de manual on es desglossa aquest camp en parts.
El manual emfatitza els temes i els principis bàsics d'importància fonamental en relació
amb la tecnologia i l'arquitectura d'aquest camp i proporciona un tractament detallat dels
temes de més actualitat.
Tres aspectes bàsics i principals serveixen per unificar aquest tractament:
1. Els Principis: Tot i que l'àmbit que es tracta en aquest estudi és extens, hi ha diversos principis bàsics que apareixen de forma constant com a temes i que unifiquen aquest camp. En són exemples la multiplexació, el control de fluxos i el control d'errors. El llibre remarca aquests principis i contrasta la seva aplicació en àrees específiques de tecnologia.
2. Els Enfocaments de disseny: El llibre examina enfocaments alternatius per cobrir necessitats de comunicació específiques.
3. Els Estàndards: Fa un tractament a fons dels estàndards relacionats per facilitar la comprensió de l'estat actual i de les orientacions futures de la tecnologia.

## Parts de l'obra
Els capítols i les parts del manual són modulars. En el capítol 0 es poden trobar diversos suggeriments detallats sobre estratègies de cursos d'enfocament ascendent i d'enfocament descendent. També conté un glossari amb una llista dels acrònims més freqüents i la bibliografia. En cada capítol s'inclouen problemes per resoldre i suggeriments de lectures per ampliar el coneixements.
El llibre en la seva 8a edició està dividit en 6 parts :
La primera part dona una visió general amb una introducció al conjunt de conceptes
que formen el llibre. A més a més, s'inclou una discussió sobre els protocols, la pila OSI i
el conjunt de protocols TCP/IP.
La segona part tracta les comunicacions de dades. Presenta principalment la comunicació de dades entre dos equips connectats. Dins d'aquest àmbit restringit, es treballen els aspectes clau de la transmissió, les interfícies, el control d'enllaç i la multiplexatge. El tractament de les tècniques de codificació de canal per espectre eixamplat es desenvolupen en un capítol a part.
La tercera part estudia les xarxes d'àrea estesa. Detalla els mecanismes interns i les interfícies de l'usuari amb la xarxa que s'han desenvolupat per a donar serveis
de comunicació de veu, dades i multimèdia a través de xarxes i llargues distàncies.
S'examinen els mecanismes de connexió orientats a paquet i orientats a circuit així com
l'ATM (que ocupa un capítol). Ja en la capa de transport s'estudien els mecanismes d'encaminament i els aspectes de control de congestió en les xarxes. Finalment es tracten les xarxes sense fils de topologia cel·lular que han donat lloc als sistemes de radiotrunking i tota la telefonia mòbil terrestre.
La quarta part està dedicada a les xarxes d'àrea local (LAN). En aquesta part s'exploren
les tecnologies i arquitectures que s'han desenvolupat en la construcció de xarxes per
curtes distàncies. Els mitjans de transmissió, les topologies i el protocols de control
d'accés al medi que són els elements clau en el disseny de les xarxes d'àrea local
s'estudien en detall juntament amb els estàndards existents. Seguint les tendències
actuals de fer servir les LAN per a connectar tots els sistemes a tots els nivells es tracten
les LAN d'alta velocitat. Finalment, en un capítol dedicat, s'estudien les tecnologies i
estàndards per les xarxes LAN sense fil (Wi-Fi).
La cinquena part estudia els protocols de xarxa. En aquesta part s'exploren els principis d'arquitectura i els mecanismes necessaris per a la interconnexió entre xarxes heterogènies totes elles basades en IP. Es repassa el nou estàndard IPv6 i les xarxes privades virtuals. Els dos darrers capítols es dediquen a detallar tots els protocols bàsics de transport per les xarxes IP com són el TCP i l'UDP.
La sisena part està dedicada a les aplicacions estàndards que s'implementen sobre les xarxes. Primerament es tracten els aspectes de seguretat en l'accés i confidencialitat amb xifratge extrem a extrem, claus públiques i privades, sòcols segurs i implementacions per Wi-Fi i IPv6. Posteriorment s'estudien les aplicacions de orreu electrònic, gestió de xarxa, serveis de directoris, web-HTTP. La multimèdia a través de la xarxa mereix l'últim capítol on s'inclou l'estudi de mecanismes de codificació i la discussió sobre la qualitat de servei QoS - Quality of Service necessària.

## Aspectes específics de la 8a edició
En aquesta edició es poden destacar els aspectes següents:
- Cobertura actualitzada de Gigabit Ethernet i d'Ethernet a 10 Gbps. Proporciona nous detalls d'aquests estàndards.
- Cobertura actualitzada de les LAN sense fil Wi-Fi/IEEE 802.11: IEEE 802.11 i les

especificacions Wi-Fi relacionades que han seguit evolucionant.
- Li dona una nova cobertura de les mètriques de rendiment d'IP i dels acords de nivell de servei (SLA). Aspectes de la qualitat del servei (QoS - Quality of Service) i de la supervisió.
- Es tracta el protocol de resolució d'adreces (ARP).
- Dona una nova cobertura per als algorismes TCP Tahoe, Reno, i NewReno, algorismes

de control de la congestió que ara són habituals a la majoria d'implementacions comercials.
- Dona una cobertura ampliada de la seguretat: el capítol 21 és més detallat; altres capítols

proporcionen una visió general de la seguretat en relació amb el tema específic que
tracten. Entre els temes nous hi ha el WPA (accés protegit per Wi-Fi) i l'algorisme hash segur SHA-512